# Duftite
La duftite (simbolo IMA: Dft) è un minerale raro appartenente al gruppo dell'adelite-descloizite e alla classe dei minerali "fosfati, arseniati e vanadati" con la composizione chimica PbCu(AsO4)(OH) ed è quindi un arseniato di piombo-rame con ioni idrossido aggiuntivi.

## Etimologia e storia
La duftite fu scoperta per la prima volta nella miniera di Tsumeb in Namibia e descritta nel 1920 da Otto Hermann August Pufahl (1855-1924). Chiamò il minerale in onore di Gustav Duft, all'epoca direttore della miniera di Otavi vicino a Tsumeb.

## Classificazione
Già nell'obsoleta, ma in parte ancora in uso, ottava edizione della sistematica minerale secondo Strunz, la duftite apparteneva alla classe minerale dei "fosfati, arseniati e vanadati" e lì alla sottoclasse dei "fosfati anidri, con anioni estranei F, Cl, O, OH", dove veniva elencata insieme ad adelite, austinite, gabrielsonite, gottlobite, cobaltaustinite, conicalcite, nickelaustinite e tangeite, con le quali formava il sistema nº VII/B.26.
Anche la 9ª edizione della sistematica minerale di Strunz, valida dal 2001 e utilizzata dall'Associazione Mineralogica Internazionale (IMA), classifica la duftite nel reparto "8.B Fosfati, etc., con anioni aggiuntivi, senza H2O". Tuttavia, questo è ulteriormente suddiviso in base alla dimensione relativa dei cationi coinvolti e al rapporto di quantità di sostanza degli anioni aggiuntivi in modo che il minerale sia classificato in base alla sua composizione nella suddivisione "8.BH Con cationi di media e grande dimensione, (OH,etc.):RO4 = 1:1", dove insieme ad adelite, arsendescloizite, austinite, cobaltaustinite, gabrielsonite, gottlobite, hermannroseite, conicalcite, nickelaustinite e tangeite forma il sistema nº 8.BH.35.
La classificazione dei minerali di Dana, che viene utilizzata principalmente nel mondo anglosassone, classifica la duftite nella classe dei "fosfati, arseniati e vanadati" e lì nella sottoclasse dei "fosfati anidri, ecc., con ossidrile o alogeno". Qui è l'unico membro del "Gruppo dell'adelite" con il sistema nº 41.05.01 nella sottodivisione "Fosfati anidri, ecc., con ossidrile o alogeno con (AB)2(XO4)Zq".

## Abito cristallino
La duftite cristallizza nel sistema ortorombico nel gruppo spaziale P212121 (gruppo nº 19) con i parametri di reticolo a = 7,768 Å, b = 9,211 Å e c = 5,999 Å così come 4 unità di formula per cella unitaria.
La struttura spaziale consiste in catene di ottaedri CuO6 adiacenti per un lato, paralleli alla faccia c, che sono uniti attraverso i tetraedri AsO4 e gli atomi di piombo in un ordine, a quadrato distorto, antiprismatico.

## Modificazioni e varietà
La duftite-β, che era stata proposta come nuova varietà di minerale, in realtà differisce solo nella disposizione spaziale dovuta all'orientamento alternato della distorsione di Jahn-Teller degli ottaedri CuO6 da cui deriva un aumento del valore di {\displaystyle b} e non è altro che una composizione nella serie duftite-conicalcite.

## Origine e giacitura
La duftite si forma come minerale secondario nei giacimenti di rame e nelle zone di ossidazione dei depositi sulfurei di origine idrotermale. I minerali associati sono principalmente azzurrite, malachite e altri minerali secondari del rame, ma anche bayldonite, beudantite, calcite, cerussite, mimetite, mottramite, olivenite e wulfenite.
Oltre alla località tipo Tsumeb, la duftite è stata trovata anche in Namibia presso il passo di montagna di Kupferberg e nella miniera di Kombat vicino a Grootfontein.
In tutto il mondo, le seguenti località sono state registrate per il minerale finora (a partire dal 2009): Córdoba in Argentina; Nuovo Galles del Sud, Territorio del Nord, Australia Meridionale e Australia Occidentale in Australia; Regione di Atacama in Cile; Baden-Württemberg (Foresta Nera), Baviera (Spessart), Assia (Odenwald), Bassa Sassonia (Harz), Renania Settentrionale-Vestfalia (Bergisches Land), Renania-Palatinato e Sassonia (Erzgebirge) in Germania; diverse regioni della Francia; Laurion in Grecia; Inghilterra e Scozia in Gran Bretagna; Kyūshū in Giappone; Durango in Messico; Carinzia e Tirolo in Austria; Bassa Slesia (Měděnec) in Polonia; Distretto di Beja (Miniera di Cerro do Algaré) in Portogallo; Andalusia in Spagna; i Cantoni Glarona, Grigioni e Vallese in Svizzera; Gauteng in Sud Africa; Boemia nella Repubblica Ceca; Urali in Russia; diverse regioni degli Stati Uniti e Mashonaland nello Zimbabwe.
La duftite, in Italia è stata trovata nella cava di marmo Tognetti presso Seravezza, sotto forma di millimetrici cristalli aciculari di colore verde-mela, in associazione con la oxyplumboroméite.

## Forma in cui si presenta in natura
La duftite si trova solitamente sotto forma di aggregati minerali simili all'uva o di rivestimenti crostosi, ma sviluppa anche piccoli cristalli di dimensioni millimetriche di colore grigio-verde, verde oliva o verde mela. I cristalli sono traslucidi e hanno una lucentezza simile al vetro sulle superfici.